# El Matador (film, 1934)
Pour les articles homonymes, voir El Matador.
Pour plus de détails, voir Fiche technique et Distribution.
El Matador (titre original : The Trumpet Blows) est un film américain réalisé par Stephen Roberts, sorti en 1934.

## Fiche technique
- Titre original : The Trumpet Blows
- Réalisation : Stephen Roberts[1]
- Scénario : Bartlett Cormack, Wallace Smith
- Photographie : Harry Fischbeck
- Montage : Ellsworth Hoagland
- Musique : Ralph Rainger
- Direction artistique : Wiard Ihnen
- Costumes : Eugene Joseff
- Son : Harold Lewis
- Société de production : Paramount Pictures
- Société de distribution : Paramount Pictures
- Pays de production :  États-Unis
- Langue : Anglais américain
- Format : Noir et blanc — 35 mm — 1,37:1 — Son : Mono (Western Electric Noiseless Recording)
- Genre : Film dramatique
- Durée : 72 minutes (1 h 12)
- Dates de sortie : 
  - États-Unis : 14 avril 1934
- Affiche : Jacques Bonneaud (France)

## Distribution

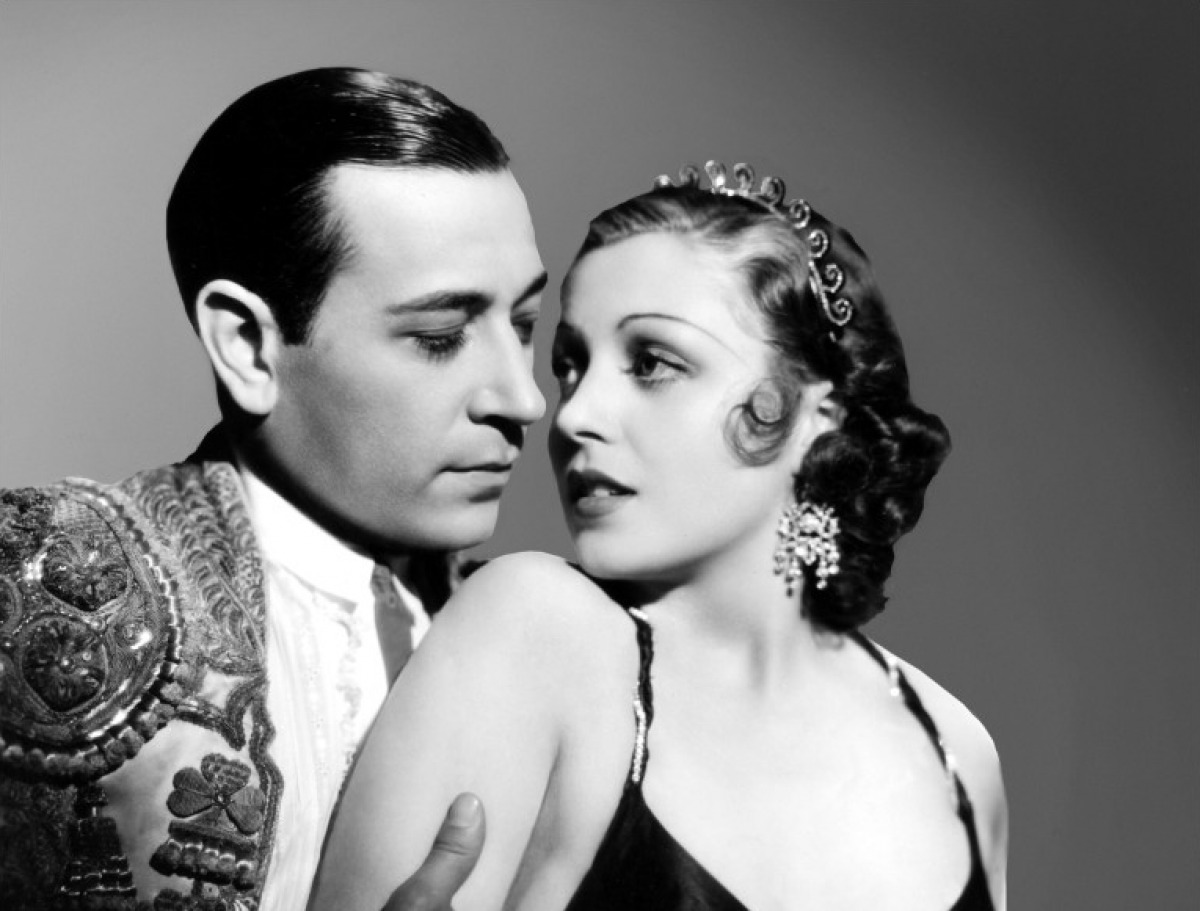
George Raft et Frances Drake dans une scène du film

- George Raft : Manuel Montes
- Adolphe Menjou : Pancho Montes
- Frances Drake : Chulita
- Sidney Toler : Pepi Sancho
- Edward Ellis : Chato
- Katherine DeMille : Lupe